# Gewog di Radhi
Il gewog di Radhi è uno dei quindici raggruppamenti di villaggi del distretto di Trashigang, nella regione Orientale, in Bhutan.